# Карл Орф
Карл Орф (на немски: Carl Orff) (10 юли 1895 – 29 март 1982) е немски композитор и музикален педагог. Най-известното му произведение е сценичната кантата „Кармина Бурана“ от 1937 г., едно от най-популярните хорови произведения на XX век. Автор е на кантатите „Катули Кармина“ и „Триумфът на Афродита“. Автор е и на опери и оркестрови пиеси.

## Биография
Започва музикалното си образование по пиано, чело и орган през 1900 г. Тогава създава и първата си композиция. Следва в Кралската музикална академия в Мюнхен през 1913 – 1914 г. Пише клавирни творби и песни по текстове на поетите Фридрих Хьолдерлин (1770 – 1843) и Хайнрих Хайне (1797 – 1856). След кратка военна служба през 1914 г. работи като капелмайстор в Мюнхен, Манхайм и Дармщат. През 1924 г. заедно с Доротее Гюнтер основава Училище „Гюнтер“ за гимнастика, ритмика и танцово изкуство. Тук през 1930 – 1935 г. създава система за музикално развитие на децата „Шулверк“, основана върху активизиране на творческия импулс в условията на колективната импровизация.
В Залцбург през 1961 г. Орф създава Орф-институт.
Пише музиката за откриването на летните олимпийски игри в Берлин 1936 и Мюнхен 1972.
Като един от най-изтъкнатите композитори, Орф е също така и едно от големите имена в музикалната педагогика през XX век.
Има четири брака, третият (1954 – 1959) – с писателката и музикална педагожка Луизе Ринзер. От първия си брак има дъщеря – актрисата Годела Орф.
Почетен гражданин на Мюнхен. Почетен доктор на университетите в Мюнхен и Тюбинген.
Погребан е в църквата на абатство Андекс, което е голяма чест за светско лице без аристократичен произход. В Андекс всяко лято по инициатива на монаха Анселм Билгри и композитора Вилфрид Хилер се организира музикален фестивал „Орф Андехс“.
В град Дийсен ам Амерзе (Бавария), където е живял в средата на 1950-те години, има къща музей на Орф.
През 1975 г. Жан Пиер Понел (на френски: Jean-Pierre Ponnelle) филмира „Кармина Бурана“.
На 10 юли 1990 г. в Мюнхен е създаден „Орф Центрум“ – Държавен институт за изследване и документация. Той си поставя за цел съхраняването и популяризирането на творческото и педагогическото наследство на Карл Орф.

## Награди
През 1949 г. получава „Националната награда на ГДР“, през 1965 г. – „Мюнхенската почетна културна награда“, а през 1974 г. – наградата „Романо Гуардини“.